# Anglican Communion Primates’ Meeting
Das Anglican Communion Primates’ Meeting (dt. Treffen der Primates der Anglikanischen Gemeinschaft) ist eine alle zwei bis drei Jahre stattfindende Zusammenkunft der anglikanischen Primates, das heißt der obersten Erzbischöfe und Bischöfe einer jeden anglikanischen Provinz (National- bzw. Regionalkirche). Es gibt derzeit 38 Primates. Vorsitzender des Treffens ist der Erzbischof von Canterbury; als Sekretär dient der Generalsekretär der Anglikanischen Gemeinschaft. Das Primates’ Meeting wurde erstmals 1978 vom damaligen Erzbischof von Canterbury, Donald Coggan als eine Gelegenheit zu „ungehetztem Nachdenken, Gebet, und tiefgehende Beratung“ einberufen und fand 1979 statt.

## Wichtige Treffen

### Februar 2001
Dieses Treffen wurde im Kanuga Conference Center in den USA abgehalten. Themen waren Mission, Armut und Verschuldung, kanonisches Recht und Kirchengemeinschaft, sowie eine Antwort auf die globale Krise in Bezug auf HIV/AIDS.

### Oktober 2003
Nach dem regulären Primates’ Meeting im Mai 2003 rief Erzbischof Rowan Williams ein außerordentliches Meeting in Lambeth Palace zusammen, um eine Reihe von nichtöffentlichen Sitzungen abzuhalten. Dort diskutierten die Primates über den künftigen Kurs der Anglikanischen Gemeinschaft nach der Weihe eines homosexuellen Bischofs in der Episkopalkirche der Vereinigten Staaten. Am Ende der Zusammenkunft stand eine Schlusserklärung.

### Februar 2005
Im Februar 2005 wurde das Anglican Communion Primates’ Meeting bei Dromantine in Nordirland abgehalten. Das Thema der Homosexualität wurde heftig diskutiert. 35 der 38 Primates waren anwesend. Auch anlässlich dieser Sitzung veröffentlichten die Primates eine Schlusserklärung, in der die meisten Aussagen des Windsor-Reports bestätigt, aber auch neue Aspekte aufgenommen wurden: Die Episkopalkirche und die Anglikanische Kirche von Kanada wurden gebeten, sich freiwillig aus dem Anglican Consultative Council bis zur nächsten Lambeth-Konferenz 2008 zurückzuziehen.

### Februar 2007
Das 2007 Primates’ Meeting fand vom 15. bis zum 19. Februar 2007 in Dar es Salaam, Tansania statt. Dort wurde ein Entwurf für einen „Covenant“ (Dokument eines Grundkonsenses) für die Anglikanische Gemeinschaft erarbeitet, die zum Teil als Antwort auf Uneinigkeiten der Mitgliedskirchen über Themen wie Sexualität und Autorität gedacht war.

### Januar 2011
An dem Treffen in Dublin nahmen nur 23 der 38 Provinzen der Anglikanischen Gemeinschaft teil, was die Uneinigkeit der Mitgliedskirchen zeigte.

### Januar 2016
Im Januar 2016 fand nach längerer Pause in Canterbury, England ein inoffizielles Treffen zur Bereinigung der bestehenden Uneinigkeiten der Mitgliedskirchen über Themen wie Sexualität, gleichgeschlechtlicher Ehe und Autorität statt.

### Oktober 2017
Im Oktober 2017 fand in Canterbury, England wieder ein offizielles Treffen statt. In einem Kommuniqué hieß es, der Schwerpunkt des Treffens sei "insbesondere die Herausforderung, die Liebe, das Mitgefühl und die Versöhnung Jesu mit den Bedürftigen in der Welt zu teilen". Auf der Suche nach Kompromissen akzeptierte die Schottische Episkopalkirche, sich bis 2020 aus Beschlussfassungen zu Fragen der Lehre zu enthalten.

## Liste der Treffen Anglikanischer Primates
- 1979: Ely, England
- 1981: Washington, D.C., USA
- 1983: Limuru, Kenia
- 1986: Toronto, Kanada
- 1989: Zypern
- 1991: Newcastle, Nordirland
- 1993: Kapstadt, Südafrika
- 1995: Windsor, England
- 1997: Jerusalem
- 2000: Porto, Portugal
- Februar 2001: Kanuga, USA
- 2002: Canterbury, England
- Mai 2003: Porto Alegre, Brasilien

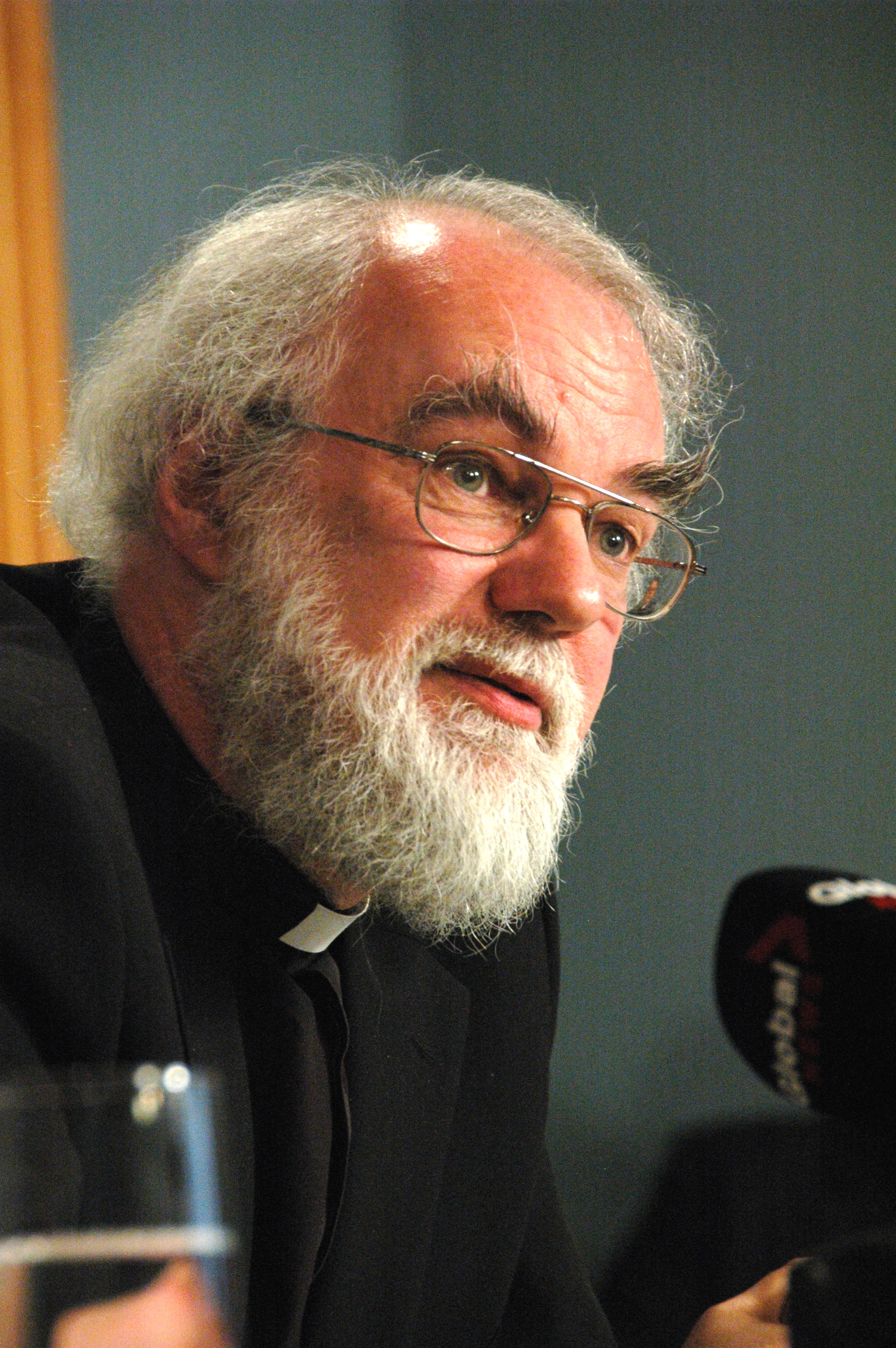
Erzbischof Rowan Williams rief 2003 ein außerordentliches Treffen ein.

- Oktober 2003: Lambeth Palace, England
- Februar 2005: Dromantine, Nordirland
- Februar 2007: Dar es Salaam, Tansania
- Januar 2011: Dublin, Irland
- Januar 2016: Canterbury, England (inoffiziell)
- Oktober 2017: Canterbury, England
- Januar 2020: Amman, Jordanien